# Hospital Maria Pia
O Hospital Maria Pia foi fundado em 1882, na cidade do Porto. Um dos hospitais pediátricos mais importantes e prestigiados de Portugal. Com um Serviço de Cuidados Intensivos e acesso aos mais modernos métodos de estudo de doentes. 
O Hospital Maria Pia praticou as mais importantes técnicas de tratamento, fazendo anualmente mais de 4800 operações cirúrgicas. Tinha 125 camas, acolhia anualmente mais de 5200 doentes e efetuava cerca de 80.000 consultas e atendimentos.
Este hospital pediátrico é uma homenagem que a cidade do Porto quis prestar à Rainha D. Maria Pia, mulher do Rei D. Luís I. E, para eternizar, também, a sua memória e o seu nome, ainda lá está a ponte do caminho-de-ferro que, durante mais de um século, fez a ligação das duas margens do Douro. 
Devido à falta de condições e problemas de segurança, depois de 130 anos de funcionamento, os serviços pediátricos deste hospital foram transferidos para o Hospital de Santo António.
O Hospital Maria Pia fechou em Outubro 2012 após 130 anos de trabalho. 
Encontra-se classificado como Monumento de Interesse Municipal.
1. ↑  Redação (3 de janeiro de 2024). «É oficial: Maria Pia é monumento de interesse municipal». Viva Porto. Consultado em 8 de agosto de 2024